# Долма
Долма́ (тур. dolma, крим. dolma) або Толма — страва, що являє собою начинені овочі або листя (як правило, виноградне). Начинка зазвичай готується на основі рису, може також містити відварений м'ясний фарш (переважно з баранини), але може бути і вегетаріанською.
У 2017 році виготовлення долми в Азербайджані було включено до Списку нематеріальної культурної спадщини ЮНЕСКО.
Широко поширена в кухарстві народів колишньої Османської імперії та прилеглих до неї областях, включаючи саму Туреччину, Україну (кримськотатарське кухарство), Грузію, Молдову, Азербайджан, Алжир, Єгипет, Балканський півострів, Грецію, Вірменію, Албанію, Ліван, Сирію, Палестину, Ірак, Іран, Йорданію, Північний Судан, Центральну та Південну Азію.

## Історія назви
Толма або відома на весь світ як Долма, є вихідною з турецького дієслова «Долдурмак» — наповнювати або буквально фарширований.
З іншої сторони вірмени посилаються на Урартську мову та дієслово «Толі» — виноградна лоза, яке з часом перетворилося на Толма,

## Види
- У Вірменії толма (вірм. Տոլմա) — одна з найпопулярніших страв, на честь яких навіть проводиться щорічний кулінарний «Фестиваль толми». Зазвичай її традиційно подають з мацуном і товченим часником. Як приправи до толма нерідко використовують також горіхово-грибний і вишневий соус. Для приготування толми використовується м'ясо трьох видів: свинина, яловичина і трохи баранини. Також обов'язкові пряні трави базилік, материнка (орегано), тархун (естрагон). Листя для приготування толми необхідно брати найніжніші, молоді. Використовуються як виноградне листя, так і капустяні. Також існує пасуц толма — пісна толма, в начинку якої входять сочевиця, червона квасоля, горох, пшенична крупа, підсмажену цибулю, томатна паста. Крім усього іншого, в Вірменії існують варіанти толми: з квітки гарбуза, з листям інжиру, з м'ясом раку, а також з курки і риби. Спосіб приготування єреванської толми з виноградним листям: з молодої баранини, рису, дрібно нарізаної цибулі, зелені, перцю готують фарш і загортають його в підготовлені виноградне листя, надаючи виробам форму циліндра. На дно каструлі кладуть обвалені кістки, зверху щільно укладають толму, додають трохи бульйону і припускають під кришкою до готовності. Окремо подають мацун з сіллю і часником.[3]
- В кримськотатарській кухні долмою прийнято називати фарширований перець (biber dolması), фарширований баклажан (patilcan dolması) або фарширований кабачок (saqız qabaq dolması). Сарма — це страва з виноградного листя, інколи готують з капусти. Назва страви «сармá», «sarmá» походить від сармакъ, sarmaq, що означає «обгортати». Назва страви «долмá», «dolmá» походить від толмакъ, толдурмакъ, tolmaq, toldurmaq, що означає «наповнюватися», «наповнювати»[4].
- У Туреччині поширені два основних види долми: з м'ясною начинкою і з рисової. Перший вид (з м'ясом) зазвичай подається гарячим, другий (з рисом) — подається холодним як закуску. Для приготування використовуються також листя смоковниці і горіхового дерева. Страва часто готується в курдючному жирі.[5][6]

- Іранська долма, відома щонайменше з XVII століття, часто не містила рису. Серед специфічно перських різновидів страви — долма з додаванням в начинку з м'ясного фаршу фруктів.[7]